# Okręg Sion
Sion (fr. District de Sion, niem. Bezirk Sitten) – okręg w Szwajcarii, w kantonie Valais. Siedziba administracyjna okręgu znajduje się w miejscowości Sion.  
Okręg składa się z pięciu gmin (Commune; Politische Gemeinde) o powierzchni 130,60 km² i o liczbie mieszkańców 49 505.

## Gminy
1. Arbaz
2. Grimisuat
3. Savièse
4. Sion
5. Veysonnaz

## Zmiany administracyjne
- 1 stycznia 2013
  - przyłączenie gminy Salins do miasta Sion
- 1 stycznia 2017
  - przyłączenie gminy Les Agettes do miasta Sion